# أبياثار كريسكاس
أبياثار كريسكاس (بالإسبانية: Cresques Aviatar)‏ هو طبيب ومنجم من القرن الخامس عشر من تاج أراغون، وقد كان المنجم الرئيسي لخوان الثاني ملك أراغون، والد الملك فرناندو الثاني.
وقد كان قادرًا على إزالة المياه الزرقاء من العين عن طريق القيام بعملية جراحية تعرف بإضجاع العدسة، وفي عام 1468 قام بإعادة البصر للملك خوتن من خلال إجراء عمليتين بسيطتين، والذي كان اعمى تمامًا قبل إجراء العمليات الجراحية. وقد كان كريسكاس رئيسًا لجمعية أرغوان اليهودية.